# Francesco Cossu
Francesco Cossu (Roma, 11 gennaio 1907 – Roma, 4 novembre 1986) è stato un canottiere italiano, medaglia di bronzo nella gara del quattro senza di canottaggio ai Giochi olimpici di Los Angeles 1932 e, nel 1931, medaglia d'oro nel quattro con ai Campionati europei di Parigi.

## Palmarès
| Anno | Manifestazione     | Sede        | Evento        | Risultato |
| ---- | ------------------ | ----------- | ------------- | --------- |
| 1932 | Giochi olimpici    | Los Angeles | Quattro senza | Bronzo    |
| 1931 | Campionati europei | Parigi      | Quattro con   | Oro       |